# Förslöv
Förslöv est une localité suédoise dans la commune de Båstad en Scanie.
Sa population était de 2404 habitants en 2019. 